# Antanhol
Antanhol ist eine ehemalige Gemeinde (Freguesia) im portugiesischen Kreis Coimbra, sie wurde 2013 mit der Freguesia Assafarge zur União das Freguesias de Assafarge e Antanhol zusammengeschlossen. In ihr lebten zum 30. Juni 2011 2.549 Einwohner.
Am 29. September 2013 wurden die Gemeinden Antanhol und Assafarge zur neuen Gemeinde União das Freguesias de Assafarge e Antanhol zusammengeschlossen.